# 海倫娜-西海倫娜
海倫娜-西海倫娜（英語：Helena–West Helena）是一個位於美國阿肯色州菲利普斯縣的城市。根據2020年美國人口普查，該地人口為9519人，而該地的面積約為33.91平方千米。同時該地也是菲利普斯縣的縣治。

## 地理
海倫娜-西海倫娜的座標為34°31′45″N 90°35′24″W / 34.52917°N 90.59000°W，而該地的平均海拔高度為60米（即197英尺）。